# Олифантс
Олифантс (Лепеле, Улифантс, Слонска река) (на английски: Olifants River, на португалски: Rio dos Elefantes) е река в Южна Африка, протичаща през териториите на Република Южна Африка и Мозамбик, десен приток на Лимпопо. Дължината ѝ е 560 km, а площта на водосборния ѝ басейн – 54 600 km². Река Олифантс води началото си на 1718 m н.в. от северния склон на планината Витватерсранд в Република Южна Африка, в района на градчето Естансия. В горното и в част от средното си течение тече в северна посока през платото Висок Велд. След устието на левия си приток Чунце завива на изток и навлиза в дълъг около 100 km пролом, като пресича крайните северни части на Драконовите планини (южно от планината Стрейтпуртберг). При устието на левия си приток Селати излиза от планините и с множество бързеи и прагове пресича платото Нисък Велд през националния парк „Крюгер“. След устието на левия си приток Голяма Летаба пресича крайните северни разклонения на планината Лебомбо и навлиза в Мозамбик и в Мозамбикската низина. Влива се отдясно в река Лимпопо, на 53 m н.в., при градчето Кенгеле. Основни притоци: леви – Вилге, Мосес, Иландс, Зебедила, Чунис, Селати, Голяма Летаба, Сингедезе; десни – Малка Олифантс, Стилпурт, Орихстад, Тимбавати (Умбибат). Максимумът на оттока ѝ е по време на летните (от ноември до март) мусонни дъждове. Средният ѝ годишен отток е 62,7 m³/s. По течението ѝ са изградени няколко язовира, като най-големият, „Масингер“, е в долното ѝ течение, в Мозамбик.